# Byzantinist
En byzantinist forsker i det Byzantinske Riges historie. Betegnelsen "byzantinist" bruges stort set ikke mere på dansk, men bruges stadig på andre sprog.
Et eksempel på en byzantinist af den "gamle skole" er den afdøde britiske historiker Steven Runciman. Derimod er der ikke i Danmark egentlige byzantinister blandt landets historikere.
Inden for dansk kunsthistorie taler man dog om byzantinister, f.eks. lektor Jens Fleischer og professor emeritus Øystein Hjort fra Københavns Universitet, om end et tværfagligt samarbejde omkring det bredere senantikke også udvikles (se tillige opslaget Late Antiquity)- internationalt bl.a. med islamologer som lektor Alan G. Walmsley.
I 1996 udgav Fleischer & Hjort udstillingskataloget Byzans: Senantik og byzantinsk kunst i nordiske samlinger fra Ny Carlsberg Glyptotek.
Liste over historikere, der kan betegnes som byzantinister af den gamle skole:
| - Michael Angold (Storbritannien) - Norman Hepburn Baynes (Storbritannien) - John Bagnell Bury (Storbritannien - Nordirland) - Edward Gibbon (Storbritannien) - Jakob Philipp Fallmerayer (Østrig) - George Finlay (Storbritannien) - Henri Gregoire (Belgien) | - Joan Mervyn Hussey (Storbritannien) - Alexander Kazhdan (Rusland) - Nikodim Pavlovich Kondakov (Rusland) - Karl Krumbacher (Tyskland) - Cyril A. Mango (Rusland) - Alexander van Millingen (Storbritannien) - Margaret Mullett (Storbritannien) | - Donald M. Nicol (Storbritannien) - Dmitri Dmitrievich Obolenskij (Rusland) - Georg Ostrogorsky (Jugoslavien) - Steven Runciman (Storbritannien) - Arnold Joseph Toynbee (Storbritannien) - Fjodor Ivanovich Uspenskij (Rusland) - Alexander Vasiliev (Rusland) - Vasili Grigorievich Vasilievskij (Rusland) |